# Too Short
Too Short, spesso nella grafia Too $hort, pseudonimo di Todd Anthony Shaw (Los Angeles, 28 aprile 1966), è un rapper statunitense.
Ha iniziato la propria carriera in giovane età ad Oakland in California. Attraverso la sua musica, Too Short ha coltivato il personaggio del pimp (pappone, ovvero protettore di prostitute), ed è molto conosciuto per aver reso popolare questa maniera di proporsi nella musica hip hop, assieme ad Ice T.

## Biografia
Too Short è considerato uno dei pionieri del West Coast hip hop. Inizialmente, le sue prime pubblicazioni sono composte da beat grezzi e semplici, utilizzando drum machine TR-808 e TR-909 della Roland. Con il suo album del 1989, Life Is... Too Short, inizia a fondere Funk e Blues costruendo il proprio "marchio di fabbrica" e facendo nascere quello che verrà definito come mobb music, ovvero la sonorità hip hop tipica della Bay Area di San Francisco. Mentre la capacità di costruire beat è notevolmente maturata con il passare degli anni, il suo stile rap ha avuto una limitata evoluzione lungo la sua carriera. E questo è motivo di vanto per Short, ripreso sia in diversi suoi brani che in interviste.
Già a partire dall'inizio degli anni ottanta Short produce abitualmente rap con il proprio amico di scuola, Freddie B. Nel 1986, Too Short e Freddie B. fondano l'etichetta Dangerous Music per distribuire la loro musica a livello regionale. Dangerous Music successivamente cambia nome in Short Records e attualmente la sua denominazione è Up All Night Music. L'etichetta vede nella sua scuderia artisti come The WolfPack, conosciuti soprattutto per la hit Vans.
Ad oggi, Too Short ha pubblicato 16 album, compreso l'ultimo lavoro Blow The Whistle che contiene l'omonimo singolo Blow the Whistle (2006). Nel disco del 1996 Gettin' It (Album 10) Short dichiara la sua intenzione di ritirarsi dalla scena, come segnalato nella traccia "the last album", in realtà il rapper californiano resiste lontano dalla scena solo per tre anni, tornando nel 1999 con l'album Can't Stay Away. 
È poi apparso nella hit Player's Holiday presente nell'album di debutto dei T.W.D.Y.'s (1999) e nella compilation della Priority Records Nuthin But A Gangsta Party. Dopo queste apparizioni inizia a lavorare al suo undicesimo album intitolato in maniera appropriata Can't Stay Away. L'album include apparizioni di 8 Ball & MJG, Jay-Z, Jermaine Dupri, Puff Daddy, E-40, Daz Dillinger, Lil' Jon, Soopafly, Scarface e B-Legit.
Nel 1994, Short si sposta da Oakland ad Atlanta, pur continuando a rappresentare le sue radici californiane come nell'album del 2003 California Girls, e nel video di Blow the Whistle, girato nella stessa Oakland. Oltre a queste attività che lo hanno reso conosciuto al grande pubblico, Short è stato in grado di rimanere una figura prominente della scena underground, una sorta di eroe della West Coast, capace di aggiornare ed a volte reinventare le proprie sonorità. Short ha iniziato a rappare su beat scarni e grezzi, passando attraverso l'era del G-funk, poi attraverso l'epoca della Bay Area di San Francisco, giungendo infine nei suoi ultimi sforzi discografici al crunk. Ha collaborato con il suo amico Lil Jon sulla traccia Bia Bia assieme a Ludacris e Chyna White. Viene spesso citato come l'inventore della locuzione bee-yacht all'interno della musica hip hop.
Too Short ha anche fatto la sua apparizione nell'industria di film per adulti, senza tuttavia interpretare scene di sesso, nel [003 nella pellicola Get In Where You Fit In assieme alle attrici Mika Tan, Envy Mi e Cherie, il film è distribuito dalla Adam & Eve.

## Filmografia
- Nella giungla di cemento (Menace II Society), regia di Albert e Allen Hughes (1993)
- Freaky Tales, regia di Ryan Fleck e Anna Boden (2024)

## Discografia
- 1987: Born to Mack
- 1989: Life Is...Too Short
- 1990: Short Dog's in the House
- 1992: Shorty the Pimp
- 1993: Get in Where You Fit in
- 1995: Cocktails
- 1996: Gettin' It (Album Number Ten)
- 1998: Nationwide: Independence Day
- 1999: Can't Stay Away
- 2000: You Nasty
- 2001: Chase the Cat
- 2002: What's My Favorite Word?
- 2003: Married to the Game
- 2006: Blow the Whistle
- 2007: Get off the Stage
- 2010: Still Blowin'
- 2012: No Trespassing
- 2017: The Pimp Tape

## Altre apparizioni
Too Short è apparso in oltre 100 album, di seguito riportiamo alcune tracce a cui il rapper californiano ha partecipato:
- Ant Banks - "2 Kill a G" (feat. Too Short, Spice 1)
- Ant Banks - "4 Tha Hustlas" (feat. Too Short, 2Pac, MC Breed)
- Ant Banks - "Big Thangs" (feat. Too Short, Ice Cube)
- Ant Banks - "Clownin' With The Crew" (feat. Too Short, The Dangerous Crew)
- Ant Banks - "Fuckin' Wit Banks" (feat. Too Short, Goldy)
- Ant Banks - "The Loot" (feat. Too Short)
- Ant Banks - "Only Out to Fuck" (feat. Too Short, Goldy, Pooh-Man)
- Ant Banks - "Pervin'" (feat. Too Short, E-40)
- Ant Banks - "Players Holiday" (feat. Too Short, Mac Mall, Rappin' 4-Tay)
- Al Gator - "Get Wit It (Hustle Hard)" (feat. Too Short)
- Avant - "Making Good Love" Remix (feat.  Too Short)
- Badwayz - "Make Money Money" (feat. Too Short, Young Bleed)
- B-Legit - "So International" (feat. Too Short)
- Bun B - "Who need a bitch" (feat. Too Short and Juvenile)
- C-Bo - "Pimpin and Jackin" (feat. Too Short)
- D4L - "Make It Rain" (feat. Too Short, Kool Ace, Sweetz)
- Dave Hollister - "Came in the Door Pimpin" (feat. Too Short)
- David Banner - "Take Your Bitch" (feat. Too Short)
- Daz Dillinger - "Bitch Bitch Bitch Make Me Rich" (feat. Too Short)
- Daz Dillinger - "It Might Sound Crazy" (feat. Too Short)
- Daz Dillinger - "It Might Sound Crazy (remix)" (feat. Too Short)
- D-Nice - "Check Yourself" (feat. Too Short)
- D-Shot - "True Worldwide Playaz" (feat. Too Short, Spice 1)
- E-40 - "Doin' The Fool" (feat. Too Short, Pimp C, Pastor Troy)
- E-40 - "Earl That's Yo Life" (feat. Too Short)
- E-40 - "From The Ground Up" (feat. Too Short, Jodeci)
- E-40 - "Rappers' Ball" (feat. Too Short, K-Ci)
- E-40 - "Yee" (feat. Too Short, Budda)
- E-A-Ski - "Check the Resume" (feat. Too Short)
- Eightball - "Can't Stop" (feat. Too Short, MJG)
- Erick Sermon - "Fat Gold Chain" (feat. Too Short)
- Foxy Brown - "Baller Bitch" (feat. Too Short, Pretty Boy)
- Goldy - "The Game Is Sold, Not Told" (feat. Too Short)
- Ice Cube - "Ain't Nothin' but a Word to Me" (feat. Too Short)
- Ice Cube - "Big Thangs" (feat. Too Short)
- Ice T - "Don't Hate The Playa" (feat. Too Short)
- Jahari - "A Playa Know" (feat. Too Short)
- Jay-Z - "A Week Ago" (feat. Too Short)
- Jay-Z - "Real Niggaz" (feat. Too Short)
- J-Dubb - "Life" (feat. Too Short)
- Jermaine Dupri - "Jazzy Hoes" (feat. Too Short, Eightball, Youngbloodz, Mr. Black)
- Jim Crow - "Holla at a Playa (remix)" (feat. Too Short)
- Jim Crow - "That Drama (Baby's Momma)" (feat. Too Short, Jazze Pha)
- JT Money - "Somethin' Bout Pimpin" (feat. Too Short)
- Keith Murray - "Ride Wit Us" (feat. Too Short, Redman, Erick Sermon)
- Keith Sweat - "Love Jones" (feat. Too Short, Erick Sermon, Playa)
- Kelis - "Bossy" (feat. Too Short)
- Kock D Zel - "Pimp Bones" (feat. Too Short)
- Lil Jon - Bia Bia
- Lil Jon - Bia Bia (Remix)
- Lil Jon - Let My Nutts Go
- Lil Jon - Bitch
- The Notorious B.I.G. - "Big Booty Hoes" (feat. Too Short)
- The Notorious B.I.G. - "The World is Filled (feat. Too Short, Puff Daddy, & Carl Thomas.
- Scarface - "Game Over" (feat. Too Short, Ice Cube, & Dr. Dre)
- Scarface - "Fuck Faces" (feat. Too Short, Devin The Dude, & Tela)
- Snoop Dogg - "You Thought"
- Sublime - "Free Loop Dub/Q-Ball" (He's the second rapper on Q-Ball)
- Shawnna - Gettin' Some (Remix) (feat. Too Short, Lil Wayne, Pharrell & Ludacris)
- Traxmillion - "SideShow" (feat. Too Short and Mistah FAB)
- The Jacka - "Die Young" (feat. Husalah and Too Short)
- The Pack - "Vans Remix" (feat. Mistah FAB and Too Short)
- Tupac - Thug Passion Part 2 - Unreleased - (feat. Too Short)
- T-Pain - "I'm N Luv (Wit A Stripper)" (Remix) (feat. Too Short, Twista, Pimp C, Paul Wall, & MJG)
- Twista - "Pimp On" (feat. Too Short and Eightball)
- UGK - "Pimpin Ain't No Illusion" (feat. Too Short)
- Three 6 Mafia - "Undercover Freaks" (feat. Too Short)
- Wiz Khalifa - "On My Level" (Feat. Too Short)
- Lady Gaga - "Jewels and Drugs" (Feat. T.I., Too Short & Twista)